# Carrières de Confrécourt
 (février 2022).
La mise en forme du texte ne suit pas les recommandations de Wikipédia : il faut le « wikifier ».
Les points d'amélioration suivants sont les cas les plus fréquents. Le détail des points à revoir est peut-être précisé sur la page de discussion.
- Les titres sont pré-formatés par le logiciel. Ils ne sont ni en capitales, ni en gras.
- Le texte ne doit pas être écrit en capitales (les noms de famille non plus), ni en gras, ni en italique, ni en « petit »…
- Le gras n'est utilisé que pour surligner le titre de l'article dans l'introduction, une seule fois.
- L'italique est rarement utilisé : mots en langue étrangère, titres d'œuvres, noms de bateaux, etc.
- Les citations ne sont pas en italique mais en corps de texte normal. Elles sont entourées par des guillemets français : « et ».
- Les listes à puces sont à éviter, des paragraphes rédigés étant largement préférés. Les tableaux sont à réserver à la présentation de données structurées (résultats, etc.).
- Les appels de note de bas de page (petits chiffres en exposant, introduits par l'outil «  Source ») sont à placer entre la fin de phrase et le point final[comme ça].
- Les liens internes (vers d'autres articles de Wikipédia) sont à choisir avec parcimonie. Créez des liens vers des articles approfondissant le sujet. Les termes génériques sans rapport avec le sujet sont à éviter, ainsi que les répétitions de liens vers un même terme.
- Les liens externes sont à placer uniquement dans une section « Liens externes », à la fin de l'article. Ces liens sont à choisir avec parcimonie suivant les règles définies. Si un lien sert de source à l'article, son insertion dans le texte est à faire par les notes de bas de page.
- La présentation des références doit suivre les conventions bibliographiques. Il est recommandé d'utiliser les modèles {{Ouvrage}}, {{Chapitre}}, {{Article}}, {{Lien web}} et/ou {{Bibliographie}}. Le mode d'édition visuel peut mettre en forme automatiquement les références.
- Insérer une infobox (cadre d'informations à droite) n'est pas obligatoire pour parachever la mise en page.

Pour une aide détaillée, merci de consulter Aide:Wikification.
Si vous pensez que ces points ont été résolus, vous pouvez retirer ce bandeau et améliorer la mise en forme d'un autre article.
Les carrières de Confrécourt sont un ensemble d'anciennes carrières de pierre à bâtir souterraines situées à proximité de Vic-sur-Aisne, en France, sur la commune de Nouvron-Vingré. L'une d'elles est accessible à la visite avec les guides de l'association Soissonnais 14-18.
Construit au bord du plateau du Soissonnais, Confrécourt désigne le lieu où se dressait avant 1914 une ferme en activité, d'origine monastique dont la présence est attestée depuis l'époque carolingienne. C'était une vaste exploitation fortifiée, placé sur le rebord du plateau de la rive droite de l'Aisne. Cette position lui valut d'être, à la fin de la bataille de la Marne une des lignes de front où se déroulèrent des combats intenses.

## Occupation durant la Première Guerre mondiale
En septembre 1914, la région est disputée entre bataillons français et allemands : la 6e armée pour les Français, les 1re et 2e armées von Kluck et von Bülow pour les Allemands. Le recul des Britanniques à la fin septembre va définitivement fixer le front dans la région : Confrécourt se situe alors en retrait derrière la première ligne française, à quelques centaines de mètres du feu. Ensuite les Français tenteront des offensives durant l'automne, notamment en octobre et novembre, mais sans résultat significatif.
De part et d'autre, les belligérants se mettent alors à consolider leurs organisations défensives : les tranchées sont aménagées et on utilise les carrières accessibles pour se protéger des bombardements qui se succèdent régulièrement à partir du 14 septembre 1914. La ferme est à la fin de la guerre totalement détruite. Il ne reste aujourd’hui que les contreforts du soubassement au sud-ouest.
Ce secteur restera calme jusqu'en mars 1917, où l'armée allemande se rabat sur la ligne Hindenburg entraînant vers l'avant les Français qui quittent alors les carrières jusque mars 1918. Ils ne les réinvestiront que quand les Allemands, après l'offensive « Michael », regagnent Noyon et se replacent sur l'ancien front après une offensive sur le Chemin des Dames. C'est à partir d'août 1918 que Confrécourt sort définitivement de la zone de combat.
Les lieux ont donc connu une occupation presque constante durant toute la guerre et les carrières furent rapidement utilisées. Elles sont pour la plupart assez anciennes et ont servi à l'extraction de la pierre depuis plusieurs siècles. Mais il est difficile de préciser la date d'ouverture de ces exploitations qui ne sont pas les seules dans le secteur puisqu'au moins cinq autres carrières souterraines sont présentes dans un rayon d'un kilomètre. Les carrières auraient été principalement exploitées pour la reconstruction de la ferme à la fin du XIVe siècle dans le contexte de la guerre de Cent Ans. L'exploitation de la pierre (ici un calcaire vergelé) fut méthodique : les carrières de Confrécourt sont réalisées par la technique des « piliers tournés », qui assure une relativement bonne stabilité au ciel de carrière, et qui leur a permis d'être un asile sûr pour les soldats des zones bombardées.

## Description
Ce sont d'anciennes carrières souterraines, dédiées à l'extraction de calcaire depuis le Moyen Âge, qui ont été occupées par des soldats français au cours de la Première Guerre mondiale. Les carrières sont au nombre de quatre  sur le territoire de la ferme. 

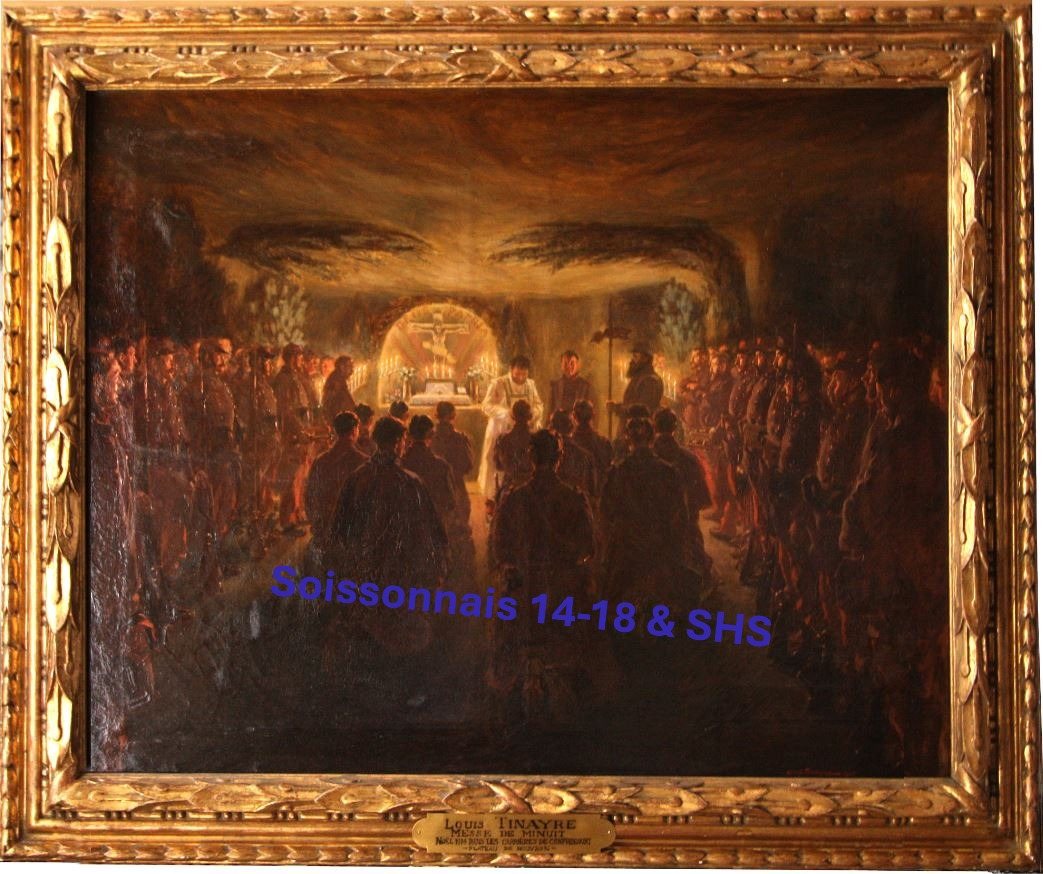
Tableau de Louis Tinayre, Messe de minuit dans les carrières de Confrécourt le 24 décembre 1914,1915.

La première est appelée aujourd'hui « carrière du 1er Zouaves » car le blason de cette unité en orne l'entrée, en référence au 1er régiment de zouaves qui occupait les lieux en 1916. La carrière fait, à partir de son entrée principale, environ 150 mètres de long, et se distingue par de petites salles en enfilade qui permettent l'accès à une autre entrée, plus petite. On compte plus d'une soixantaine de traces laissées par les soldats, dont certaines sont très intéressantes par leur taille importante. Ces traces se trouvent surtout en trois points du site : d'abord son entrée principale où les différents régiments ont voulu marquer leur passage ; ensuite au fond de la galerie principale où on trouve la chapelle dite « du père Doncœur » surmontée de l'inscription « Dieu protège la France ». Cet autel dans son état initial de  décembre 1914 est immortalisé dans le tableau de Louis Tinayre « La messe de minuit à Confrécourt » (tableau exposé au musée de Soissons depuis son achat en 2019  par Soissonnais 14-18 et la Société Historique de Soissons). Et enfin près de la deuxième entrée, plusieurs traces remarquables réalisées par différents soldats. D'autres traces sont quant à elles dispersées dans la carrière et se trouvent isolées sur des parois.
La deuxième carrière intéressante est appelée carrière « de l'hôpital », et comprend une quarantaine de traces mais n'est pas proposée à la visite tellement le ciel menace. Des grilles permettent néanmoins d'admirer les blasons médicaux de l'entrée. Comme son nom l'indique, elle a servi de poste de secours lors de la stabilisation du front dans le secteur, et porte par conséquent les organigrammes des services de santé qui s'y sont succédé (216e RI, 404e RI, 238e RI, etc.). On trouve aussi, au fond de la carrière, dans l'une des salles les plus éloignées, une chapelle dite « des Bretons » puisque réalisée en novembre 1916 par les soldats du 262e régiment d'infanterie de Lorient. Ladite carrière est aujourd'hui d'un accès assez délicat, car elle est partiellement effondrée et présente des zones menaçantes.
Il y a donc dans ces carrières de nombreuses traces visibles du passage des soldats, montrant que les lieux furent occupés de manière intense et durable. En effet, les unités françaises, qui occupent alternativement les carrières de Confrécourt entre fin septembre 1914 et mi-mars 1917, sont en soutien. À celles-ci viennent s'ajouter des artilleurs et différents services d'intendance. La présence permanente de centaines d'hommes dans les carrières de Confrécourt va vite donner l'allure d'une véritable caserne militaire aux lieux : des espaces aux fonctions bien définies sont créés et organisés à l'intérieur. On trouve les postes de commandements, ainsi que des dortoirs avec des châlits, des cuisines, des salles de distraction, des dépôts de munitions, des salles d'examens médicaux et des postes de police. Cette organisation tend à optimiser l'occupation de l'espace irrégulier que sont les carrières tout en offrant aux soldats un havre de paix avant de rejoindre à l'extérieur le combat. 
Ces deux carrières, ainsi que les ruines de la ferme de Confrécourt, sont inscrites au titre des monuments historiques depuis 1990.

## Vie du lieu
Accueil des groupes et des familles des descendants des soldats par les bénévoles de l'Association Soissonnais 14-18, 38 place du Gal-de-aulle à Vic-sur-Aisne, sur RDV et lors des visites mensuelles.
Le 6 décembre 2014, lors de la cérémonie du Centenaire des fusillés de Vingré, Claire de Villaret foule les lieux pour la première fois; sa famille reviendra admirer les graffitis patronymiques en mars 2018.
Commémorations et messes dont la messe d'ouverture du Centenaire en présence de Mgr Giraud, évêque de Soissons, le 24 décembre 2014 et la messe de fermeture du Centenaire en présence de Mgr de Dinechin, évêque de Soissons, le 24 décembre 2018.
En 2013, les carrières, l'ancienne ferme et les alentours de Confrécourt ont été le lieu du tournage du long métrage Le Secret de Confrécourt par les Guides et Scouts d'Europe. En mai 2022 est tourné le film A travers Irène retraçant la venue sur le front de Marie Curie avec ses stations de radiographie mobiles.
En mars 2017, des descendants du peintre-dessinateur, Louis Tinayre, auteur du tableau La messe de minuit 1914, viennent avec le tableau Les carrières du Soissonnais découvrir les lieux dessinés par leur ancêtre en décembre 1914 et janvier 1915.
En septembre 2018, la famille du Père Doncoeur, revient sur les lieux, autour de Jean-Paul Doncoeur.
La carrière du 1er Zouaves est fermée temporairement lors des saisons 2021-2022 pour des raisons de sécurité. La réouverture après travaux est effective depuis avril 2023. 